# 2019年日本の補欠選挙
2019年日本の補欠選挙（2019ねんにほんのほけつせんきょ）では、日本における立法機関である衆議院および参議院における国会議員の欠員を補充するために執行された2019年（平成31年/令和元年）の補欠選挙について取り上げる。

## 概要
国会議員に欠員が生じたときの補充方法については公職選挙法に規定があり、同法第112条に基づく繰り上げ補充を行うか同法第113条に基づく補欠選挙を行う必要がある。補欠選挙を行う場合には、同法第33条の2第2項に規定があり、補欠選挙を行う事由の生じた時期により原則として4月と10月の年2回に集約して行われることになる。これに加え、2019年は7月28日に参議院議員の半数が任期を迎え、第25回参議院議員通常選挙が行われることが決まっているため、同法第33条の2第3項の規定により同通常選挙のタイミングでも補欠選挙が行われる。
通常、4月の補欠選挙は同法第33条の2第2項の規定により「4月の第4日曜日」（2019年は4月28日）に行われるが、2018年の第197回国会で成立した、第19回統一地方選挙の選挙期日を定める『地方公共団体の議会の議員及び長の任期満了による選挙等の期日等の臨時特例に関する法律』第1条第5項の規定により、日程が4月21日へ1週間前倒しされることとなった。これは天皇の退位等に関する皇室典範特例法に基づき、4月30日に第125代天皇明仁から第126代天皇徳仁へ譲位が行われることを踏まえたものである。
以上を踏まえると、2019年に補欠選挙の行われるタイミングとしては以下の通りとなる。
- 2018年（平成30年）9月16日から2019年（平成31年）3月15日までの間に補欠選挙を行う事由が生じた場合：2019年4月21日（4月第3日曜日）に投票
- 2019年3月16日から6月26日（衆議院議員の場合[注釈 3]）または7月3日（参議院議員非改選議員の場合[注釈 4]）までの間に補欠選挙を行う事由が生じた場合：2019年7月21日（第25回参議院議員通常選挙の期日）に投票（参議院議員非改選議員の場合、通常選挙との合併選挙になる）
- 上記の日の翌日から2019年（令和元年）9月15日までの間に補欠選挙を行う事由が生じた場合：2019年10月27日（10月第4日曜日）に投票

4月は衆議院の2選挙区で補欠選挙が行われた。7月の補欠選挙はなかった。10月は参議院埼玉県選挙区で補欠選挙が行われた。
2019年1月には、21世紀に生まれた人が初めて選挙権を得た。4月の補欠選挙が、国政選挙では最初の選挙権行使の機会となった。また同じ2019年1月、平成生まれの人が初めて参議院の被選挙権を得たが、4月の補選はなかった（仮に4月に参議院議員の補選があれば、平成時代に平成生まれの参議院議員が誕生する可能性があった）。

## 4月の補欠選挙

### 概要
- 告示日：2019年（平成31年）4月9日
- 投票日：2019年（平成31年）4月21日（第19回統一地方選挙後半戦と同時執行）
- 選挙区：衆議院2選挙区（2019年3月15日確定）

### 補欠選挙実施選挙区と実施事由
衆議院沖縄3区
- 選挙区：衆議院沖縄県第3区[4]
- 選挙事由：玉城デニー（自由党）が、2018年9月13日に告示された2018年沖縄県知事選挙に立候補したため公職選挙法第89条・第90条の規定により自動失職したことによる[5]。
2018年10月28日に執行されるべきであったが、第48回衆議院議員総選挙（2017年10月22日執行）の一票の格差をめぐり、選挙無効を求める訴訟が起こされ、2018年9月15日までに訴訟が終結しなかったため、公職選挙法第33条の2第7項の規定により先送りされていた（同年12月19日に最高裁判所で選挙無効の請求を退ける判決が出され[6]、判決の確定により訴訟は終結した）。

衆議院大阪12区
- 選挙区：衆議院大阪府第12区
- 選挙事由：北川知克（自由民主党）が2018年12月26日に死去したことによる[7]。

#### 参議院の選挙区に欠員が生じた例
- 第23回兵庫県選挙区選出の鴻池祥肇（自由民主党）が2018年（平成30年）12月25日に死去したことにより欠員が生じたが、鴻池の任期満了日が2019年（令和元年[注釈 5]）7月28日であったため、公職選挙法第33条の2第6項の規定（任期満了日の前年の9月16日以後〈任期満了日の6月前の日が属する第一期間の初日以後〉の欠員は補欠選挙を行わない）により、補欠選挙の対象とならなかった[8]。
- 第23回島根県選挙区選出の島田三郎（自由民主党）が2019年（令和元年）5月8日に死去したことにより欠員が生じたが、鴻池と同様に島田の任期満了日が同年7月28日であったため、公職選挙法第33条の2第6項の規定により、補欠選挙の対象とならなかった[9]。なお、同選挙区は欠員のまま廃止となった。
- 第23回群馬県選挙区選出の山本一太（自由民主党）が2019年（令和元年）7月4日に群馬県知事選挙に出馬し、自動失職したことにより欠員が生じたが、上記の2人と同様に山本の任期満了日が同年7月28日であったため、公職選挙法第33条の2第6項の規定により、補欠選挙の対象とならなかった[10]。

第23回参議院議員通常選挙選出議員は全任期を通じて補欠選挙がなかった。

### 衆議院沖縄県第3区

#### 立候補をめぐる動き
自由民主党は、2018年12月23日の時点で島尻安伊子元沖縄北方担当相、比嘉奈津美元衆院議員、花城大輔沖縄県議の3名に候補を絞り込み、翌24日に島尻安伊子を公認候補とすることで決定。翌年の3月2日に島尻は立候補を表明した
前職で現・沖縄県知事の玉城デニーの事実上の後継候補の擁立を目指す自由党は、12月25日の時点で前名護市長の稲嶺進と、元沖縄タイムス記者でフリージャーナリストの屋良朝博の2名に候補を絞り込み、26日に屋良に出馬をオファーし、屋良はこれを快諾。30日に記者会見を行い出馬を表明した。
なお、屋良には自由党のほか、立憲民主党・国民民主党・共産党・社民党・地域政党の沖縄社会大衆党といったいわゆる「オール沖縄」が、一方自民党公認の島尻には、国政の連立パートナーである公明党、および日本維新の会沖縄県総支部が、それぞれ支援に回った。

#### 立候補者
| 氏名       | 年齢 | 党派       | 新旧 | 肩書                                        | 推薦・支持                                                            |
| ---------- | ---- | ---------- | ---- | ------------------------------------------- | --------------------------------------------------------------------- |
| 屋良朝博   | 56   | 無所属     | 新   | 元沖縄タイムス論説委員 フリージャーナリスト | 立憲民主党、国民民主党、日本共産党 自由党、社会民主党、沖縄社会大衆党 |
| 島尻安伊子 | 54   | 自由民主党 | 新   | 前参議院議員、元沖縄北方領土担当大臣        | 公明党、日本維新の会沖縄県総支部                                      |

#### 立候補を取りやめた人物
- 瑞慶山茂 - 弁護士
2019年2月27日に立候補を表明したが[17]、3月20日に立候補を取りやめ、屋良支援に回った[18]。
- 石田辰夫 - 政治団体役員
2019年3月5日に立候補を表明したが[19]、4月5日に立候補を取りやめ、屋良支援に回った[20]。
- 山口節生 - 不動産業
2018年11月16日に立候補を表明したが[21]、告示日に立候補を届け出なかった。

#### 選挙結果
オール沖縄勢力がバックアップした屋良朝博が自民党公認の島尻に勝利し初当選。島尻は自民・公明支持層を固めたが、無党派層からの支持は20%台にとどまり、オール沖縄勢力の支持層と無党派層から支持を得た屋良に敗れた。島尻を支持した維新は、支持層の6割強が屋良に流れた。年代別では、全ての世代で屋良が島尻を上回ったが、20代と30代では他の世代より島尻支持が高い傾向が表れた。
当日有権者数：313,695人　最終投票率：43.99%

| 当落 | 候補者名   | 年齢 | 所属党派   | 新旧 | 得票数   | 得票率 | 推薦・支持                       |
| ---- | ---------- | ---- | ---------- | ---- | -------- | ------ | -------------------------------- |
| 当   | 屋良朝博   | 56   | 無所属     | 新   | 77,156票 | 56.49% |                                  |
|      | 島尻安伊子 | 54   | 自由民主党 | 新   | 59,428票 | 43.51% | 公明党・日本維新の会沖縄県総支部 |

### 衆議院大阪府第12区

#### 立候補をめぐる動き
自由民主党は死去した北川知克の甥（兄で寝屋川市長の北川法夫の次男）の北川晋平を擁立する方針を決め、連立与党の公明党も推薦を決めた。
日本維新の会は党大阪府第12選挙区支部長の藤田文武を擁立。
日本共産党は当初3月22日に、同選挙区から立候補経験のある元衆議院議員秘書の吉井芳子が立候補の意向を示したが、同31日に同党衆議院議員の宮本岳志（比例近畿ブロック単独）に差し替えた上で、野党統一候補として無所属で擁立すると発表。党籍を持つ共産党に加え、自由党、社会民主党大阪府連も宮本の推薦に回った。
また、無所属で大阪12区を地盤とする元総務大臣の樽床伸二（比例近畿ブロック単独）も補選への出馬を表明し、1月28日付けで議員辞職した。
候補者を擁立しなかった立憲民主党、国民民主党は自主投票とした。

#### 立候補者
| 氏名     | 年齢 | 党派         | 新旧 | 肩書                             | 推薦・支持                             |
| -------- | ---- | ------------ | ---- | -------------------------------- | -------------------------------------- |
| 宮本岳志 | 59   | 無所属       | 前   | 前衆議院議員、日本共産党中央委員 | 日本共産党・自由党・社会民主党大阪府連 |
| 藤田文武 | 38   | 日本維新の会 | 新   | 会社役員                         |                                        |
| 樽床伸二 | 59   | 無所属       | 前   | 前衆議院議員、元総務大臣         |                                        |
| 北川晋平 | 32   | 自由民主党   | 新   | 会社役員                         | 公明党                                 |

#### 選挙結果
日本維新の会公認の藤田が自民党の支持層を切り崩し初当選。これにより維新は、2週間前の統一地方選挙前半戦にて行われた大阪府知事・大阪市長のダブル選挙に引き続いての連勝となった。
当日有権者数：342,751人　最終投票率：47.00%

| 当落 | 候補者名 | 年齢 | 所属党派     | 新旧 | 得票数   | 得票率 | 推薦・支持                             |
| ---- | -------- | ---- | ------------ | ---- | -------- | ------ | -------------------------------------- |
| 当   | 藤田文武 | 38   | 日本維新の会 | 新   | 60,341票 | 38.49% |                                        |
|      | 北川晋平 | 32   | 自由民主党   | 新   | 47,025票 | 30.00% | 公明党                                 |
|      | 樽床伸二 | 59   | 無所属       | 前   | 35,358票 | 22.56% |                                        |
|      | 宮本岳志 | 59   | 無所属       | 前   | 14,027票 | 8.95%  | 日本共産党・自由党・社会民主党大阪府連 |

## 10月の補欠選挙

### 概要
- 告示日：2019年（令和元年）10月10日
- 投票日：2019年（令和元年）10月27日
- 選挙区：参議院1選挙区（2019年9月15日確定）

### 補欠選挙実施選挙区と実施事由
参議院埼玉県選挙区
- 選挙区：参議院埼玉県選挙区[3]
- 選挙事由：大野元裕（無所属、国民民主党・新緑風会）が、2019年8月8日告示・8月25日執行の埼玉県知事選挙に立候補するために8月5日付で議員を辞職したことによる。
- 大野は第24回参議院議員通常選挙選出議員であるため、この補選で選出された議員の任期は、大野の残任期間である2022年（令和4年）7月25日まで。

### 参議院埼玉県選挙区

#### 立候補をめぐる動き
2019年の任期満了で埼玉県知事を退任した上田清司が、9月20日に記者会見で無所属で出馬することを正式に表明した。なお、上田陣営は政党推薦などを受けない意向だとしているが、立憲民主党と国民民主党の両県連は上田の支援に回る方向とし、両党は「友情支援」という形で自主的に上田の支援に回った。一方、日本共産党は、上田の支援については「改憲を進める議席は絶対に認められない」とし、憲法への態度を見極めて対応を判断するとしたが、共産党埼玉県委員会は総会を開いた末、対抗馬擁立を断念し、自主投票とすることとした。また、社会民主党埼玉県連合も上田の支持には回らず自主投票とする。
自由民主党埼玉県連は、幹部による会合を9月24日に開き、今回の補選への公認候補者擁立を見送る方針を決めた。その後、10月1日に自民党本部は役員会を開き、独自の候補者を擁立しない方針を決めた。自民党が国政選挙で候補者を擁立しない、いわゆる「不戦敗」を選んだのは、2016年4月の衆院京都3区補選以来3年半ぶり。自民党埼玉県連は、今回の補選は自主投票とした。また、国政での連立パートナーである公明党埼玉県本部も自主投票とするとしている。日本維新の会も、今回の補欠選挙において候補者の擁立及び支持・推薦を見送り自主投票とするとした。
これにより、自民党や旧民進党勢力（立憲民主党・国民民主党）・共産党といった与野党の主要政党が公認候補を擁立しない国政選挙では異例の選挙戦となった。上田の出陣式には、野田佳彦前首相、岡田克也元外相、中村喜四郎元旧建設相ら野党の重鎮のほか、平沢勝栄自民党広報本部長や河村たかし名古屋市長らも参加し「与野党相乗り」の構図となった。
NHKから国民を守る党は、現職の立花孝志党首が参院議員を失職する形で辞職して出馬する意向を表明した。立花の辞職（失職）に伴い、参院選での同党の選挙後の比例名簿登載者の順位で2位となった浜田聡（参院選後の埼玉県知事選挙に出馬して落選）が、10月21日に繰り上げ当選が決定し、23日付で告示された。

#### 立候補者
| 氏名     | 年齢 | 党派                | 新旧 | 肩書                       | 推薦・支持                                                           |
| -------- | ---- | ------------------- | ---- | -------------------------- | -------------------------------------------------------------------- |
| 立花孝志 | 52   | NHKから国民を守る党 | 前   | 前参議院議員、元葛飾区議   |                                                                      |
| 上田清司 | 71   | 無所属              | 新   | 前埼玉県知事、元衆議院議員 | （自主支援）立憲民主党埼玉県連・国民民主党埼玉県連・自由民主党の一部 |

#### 選挙結果
27日に投開票され、その結果、前埼玉県知事・上田が、立花を大差で破って初当選。上田は自民党、立憲民主党、国民民主党、公明党、日本維新の会、共産党の各党の支持層を固め、無党派層からも約90%の支持を得た。また、NHKが出口調査で「今回の選挙でなぜ投票に行こうと思ったか」を調査したところ、「有権者としての責任を果たすため」が最も多く51%、次いで「いつも投票に行っているから」と答えた人が20%となったほか、「当選させたくない候補がいるから」が15%となり、「当選させたい候補がいるから」の12%を上回った。埼玉県選挙管理委員会によると、投票率は20.81％。
当日有権者数：6,127,006人　最終投票率：20.81%
大野元裕の辞職（埼玉県知事選出馬）に伴う 
| 当落 | 氏名     | 年齢 | 所属党派            | 新旧 | 得票        | 得票率 | 推薦・支持                                                           |
| ---- | -------- | ---- | ------------------- | ---- | ----------- | ------ | -------------------------------------------------------------------- |
| 当   | 上田清司 | 71   | 無所属              | 新   | 1,065,390票 | 86.36% | （自主支援）立憲民主党埼玉県連・国民民主党埼玉県連・自由民主党の一部 |
|      | 立花孝志 | 52   | NHKから国民を守る党 | 前   | 168,289票   | 13.64% |                                                                      |